# Moros y Cristianos de Orihuela
Las fiestas de Moros y Cristianos de Orihuela (también conocidas como Fiestas de la Reconquista) son unas fiestas que tienen lugar en la ciudad de Orihuela (Alicante), Comunidad Valenciana, España, que incluyen la representación de la lucha entre dos bandos, musulmán y cristiano,y conmemoran la conquista de la ciudad por parte de la Corona de Castilla a mediados del siglo XIII. Son de Interés turístico nacional desde 2017.

## Historia
En 1296 (1242 o 1243 según otras fuentes) Jaime II de Aragón conquista la ciudad de Orihuela, que estaba bajo el dominio de los musulmanes, pasando al reino de Valencia, dentro de la Corona de Aragón.
Desde ese año, cada 17 de julio la bandera de Orihuela, la Gloriosa Enseña del Oriol, es paseada por toda la ciudad para conmemorar la victoria cristiana. Antes de finalizar el siglo XIV el concejo de Orihuela pide al prelado de Cartagena permiso para poder celebrar la fiesta de la reconquista. El prelado de Cartagena, Don Fernando de Pedrosa, acepta comienzan a celebrarse las fiestas, pues se tiene constancia de celebraciones en el año 1400.[cita requerida]
El 9 de abril de 1609 Felipe III de España firma el decreto de expulsión de los moriscos, obligándoles a abandonar España. Con esta expulsión se fue dejando paulatinamente de recrear las batallas entre los moros y los cristianos, donde los primeros eran vencidos y conducidos con cadenas hasta la catedral de Orihuela y de allí a la iglesia de las Santas Justa y Rufina, en donde se celebraba una misa conmemorativa. Tras siglos en los que únicamente la Reconquista era conmemorada con la salida del estandarte del Oriol cada 17 de julio.

### Los desfiles en la actualidad
El día 4 de mayo de 1974 cinco personas (Francisco Tormo de Haro, Antonio Giménez Lozano, Pedro de Vicente Bailén, Claudio Sarabia Serna y Andrés Serna Muñoz) se reúnen en la trastienda de una librería oriolana, coincidiendo todos en la necesidad de crear una fiesta que conmemorara al mayor esplendor del día de la Reconquista. Se crearon cinco agrupaciones festeras (Cruzados de Cristo, Cruzados del Pilar, Armengoles, Acequianos y Caballeros del Rey Teodomiro), repartidas en cinco sectores de la ciudad, que fueron agrupando a cuatro comparsas cada una de ellas, dos moras y dos cristianas. Estas agrupaciones, hoy desaparecidas, sirvieron de ayuda para la actual organización y coordinación de la fiesta.
Desde entonces, el número de actos y celebraciones no ha dejado de crecer, especialmente en asistentes. El 15 de julio de 2010 la fiesta fue declarada de Interés Turístico Comunitario, la máxima distinción de la consellería de Cultura de la Comunidad Valenciana, necesaria para su tramitación como fiesta de Interés Turístico Nacional.

## Comparsas
Como el propio nombre de las fiestas indica, hay dos bandos, el bando moro y el bando cristiano.
El bando cristiano está compuesto por ocho comparsas:

### Caballeros de Santiago
La comparsa Caballeros de Santiago se fundó en junio de 1990. Sus colores oficiales son el blanco y rojo.

### Seguidores de Arun y Ruidoms
La comparsa Seguidores de Aruns y Ruidoms se fundó en 1976. Por aquel entonces la Comparsa se denominaba "Marinos Corsos" y se encontraba integrada dentro de la ya desaparecida "Agrupación Cruzados de Cristo". Sus colores oficiales son el azul y blanco.

### Contrabandistas
La comparsa Contrabandistas fue fundada en el año 1974 por un grupo de jóvenes entusiastas. Por aquel entonces se encontraba integrada dentro de la ya desaparecida Agrupación "LOS ARMENGOLES", aunque fue en 1975 cuando quedó totalmente formada.
Sus colores oficiales son blanco, negro y rojo.

### Caballeros del Rey Fernando
La Plaza de Santiago, es uno de los lugares más típicos de nuestra ciudad, tiene su sede la Comparsa Caballeros del Rey Fernando.
Sus colores oficiales son el granate y el verde oscuro.
La comparsa se fundó en el año 1974. Se ubica en un castillo, antiguo edificio del siglo XVIII que, poco a poco, se está restaurando para que Orihuela no lo pierda, con el mérito de que toda esta obra de restauración ha sido realizada por los propios comparsistas en sus horas libres y con el sacrificio económico de cada uno, trabajando incluso en días festivos.

### Caballeros Templarios
La comparsa Caballeros Templarios se fundó en el 2001. Desfila por primera vez en el año 2002. Sus colores oficiales son el blanco con cruz roja en el pecho.

### Caballeros de Tadmir
Comparsa nacida en el año 1975 dentro de la Agrupación Caballeros del Rey Teodomiro. Se le puso por nombre "Caballeros de Tadmir", y estuvo compuesta en un principio por nueve chicas y once chicos. Las mujeres desfilaron con trajes que no correspondían a la época de Teodomiro, sí a la medieval, con la sola finalidad de dar mayor colorido, riqueza y majestuosidad a la fiesta. Los varones lo hicieron con traje a cuadros verdes y negros, con el escudo de las barras de Aragón y el pájaro Oriol.
Desfiló la comparsa por primera vez en julio de 1975, encabezada por su guion, de terciopelo blanco de fondo y una cruz, de color rojo y mismo tejido, sobrepuesta.
Es una de las pocas comparsas que tienen himno propio, compuesto por el conjunto musical "Sui Géneris" en el año 1981 e instrumentado para banda de música por D. Manuel Moya en 1986. La obra musical acompaña en la presentación y recogida de cargos festeros.

### Caballeros del Oriol
Esta comparsa tiene sus orígenes en el mes de junio de 1974. Unos cuantos oriolanos decidieron crear una fiesta de moros y cristianos con carácter de barriada.
Estaba formada por muchachos de 12 a 16 años que salieron a la calle con trajes y útiles de la centuria romana, haciendo un gran desfile y luciendo por primera vez el nombre de la comparsa.
Estos muchachos tropezaron con el problema de los trajes para la comparsa por el desembolso económico que suponían. Surgiendo entonces hombres voluntariosos del Rabaloche que decidieron hacerse cargo de la misma y darle ya un carácter formal y serio. Dichos ciudadanos se reunieron por vez primera la noche del 17 de abril de 1975.
De dicha cita salió elegida la primera junta directiva y el firme propósito de hacer una gran comparsa.
Con esfuerzo y con fatigas, en 1975 fue terminado y expuesto al público el primer traje de esta comparsa, tanto el de hombres como el de mujeres, en la exposición que la Junta Central celebró. A partir de entonces el número de socios se incrementó considerablemente.

### Piratas Bucaneros
Esta comparsa fue fundada en 1974, siendo la segunda comparsa de cristianos con nombre de Piratas que desfilaron en las primeras fiestas.
Para poder participar se tuvo que trabajar mucho en buscar dinero a fuerza de rifas y donativos, así se pudo contratar una banda de música y trajes.
La comparsa disfruta en la actualidad de trajes propios y armamento metálico.
Este colectivo estaba bajo la dirección de la ya desaparecida Agrupación de los ACEQUIANOS.
El bando moro está compuesto por diez comparsas:

### Moros J'Alhamed
En abril de 1975, tras una conversación entre Antonio Fabregat y Manuel Dayas Cortés surgió la idea de formar una comparsa de moros con los compañeros de trabajo, para dar mayor realce a las Fiestas de Moros y Cristianos que aquel mismo año tomaba carácter oficial.
En el año 1976 se constituyó en comparsa destacando en los desfiles por su alegría, marcialidad y su colorido en el atuendo importado de tierras arábigas. Esta comparsa perteneció en un primer momento a la "Agrupación de los Caballeros del Rey Teodomiro".
Como en un primer momento sólo eran siete, tuvieron que buscar más miembros fuera del entorno de trabajo hasta llegar a los diez necesarios para formar una fila.
Los socios fundadores de la primera junta fueron los siguientes: Presidente; Manuel Dayas, Tesorero, Antonio Gutiérrez; Secretario, Aurelio Martínez y Vocales el resto de los comparsistas, Antonio Fabregat, J.Miguel Lacárcel, Luis Huertas, Manuel Rodríguez, Mario Báguenas, José Antonio Rodríguez y Alfonso Torregrosa.
Como pensaban que serían una comparsa de 'comilones', decidieron llamarse J'Alhamed. Después pensaron en el escudo de los alfanjes, la luna y el pájaro que representa a Orihuela.

### Moros Abdelazies
Se fundó el 21 de diciembre de 1976.
Por aquel entonces se encontraba integrada dentro de la ya desaparecida "Agrupación Cruzados de Cristo".
Sus colores oficiales son el blanco y negro.
El traje abdelazí salió a la calle por primera vez en el desfile de la Provincia, el 24 de junio de 1977. Desde entonces el modelo ha permanecido inalterado. Se puede afirmar que el traje de desfile abdelazí es el más antiguo de las fiestas de Moros y Cristianos de Orihuela.

### Moros Realistas
Fundada en 1974, es la más antigua del bando moro. Cuatro amigos decidieron salir a la calle con mucho entusiasmo para renacer la fiesta en el Rabaloche, barrio más antiguo de Orihuela. Este arrabal fue típico morisco porque en él vivió la Armengola. Esta comparsa estaba integrada en la "Agrupación de los Armengoles".
En el primer desfile, los comparsistas pasaron un poco de vergüenza porque los trajes que llevaban eran muy pobres. Pese a todo se les pasó pronto al escuchar los aplausos y el ánimo que les brindó el público.
Sus colores oficiales son el negro, rojo, plata y oro.

### Moros Beduinos
Esta comparsa se creó en junio de 1974 por iniciativa de los señores: D. Mariano Martínez, D. José García Lidón, Dª. Elvira Penalva Navarro y Dª Antonia Bas Zaragoza.En sus comienzos se encontraba integrada dentro de la ya desaparecida "Agrupación Los Acequianos".
La Comparsa Beduinos fue la segunda en inscribirse para tomar parte en el primer desfile de moros y cristianos de 1975, en el que obtuvo el segundo premio por su seriedad y elegancia.
Sus colores oficiales son el negro y blanco.

### Moros Almorávides
Esta Comparsa fue fundada el 23 de octubre de 1974.
Reunidos un grupo de amigos entusiastas de la fiesta, acordaron tomar parte de la misma, y a tal fin, decidieron fundar la que era "Agrupación Cruzados del Pilar". Figuraban dos comparsas: en el Bando Cristiano la Comparsa Herodios y en el Bando Moro la Comparsa Almorávides, que incluía en la misma una fila de Moros Negros denominada fila Negros Mahoríes, la cual causó sensación en aquellas fiestas por su originalidad y colorido.
En un principio ciento sesenta festeros constituyeron la agrupación. No sabían si eran muchos o pocos, pero sí que entre ellos debía imperar la camaradería y el entusiasmo, dentro de la modestia en la que se desenvolvía. Aunque se reconocieron insolventes, también se definían ricos en deseo de superación.
Sus colores oficiales son el blanco, rojo, amarillo, azul y verde.

### Moros Viejos de Abén-Mohor
Esta comparsa nació en noviembre de 1974, integrada en la "Agrupación Caballeros del Rey Teodomiro", como consecuencia del entusiasmo y amor a la fiesta de un reducido número de jóvenes que en los inicios de aquella mostraron su deseo de colaborar en el engrandecimiento de los desfiles. La comparsa Moros Viejos de Abén Mohor se fundó en 1975.
Sus colores oficiales son el dorado, negro, blanco y azul marino.

### Moros Nazaríes de Abén-Humeya
Esta comparsa nació en el seno de la "Agrupación Cruzados de Cristo", en el año 1974. A partir de esta fecha sus componentes, con un gran entusiasmo, luchan por hacer de esta una de las mejores comparsas, y su lema siempre ha sido convivencia y hermandad. El 23 de abril de 1978 se inauguró el local social de la Comparsa con el nombre de Hogar del Comparsista.
Sus colores oficiales son el negro, rojo y blanco.

### Moros Musulmanes Escorpiones
Nació el 24 de marzo de 1975 por medio de un grupo de amigos que decidieron crear la Comparsa de Moros Musulmanes Escorpiones, encuadrándola en la "Agrupación de los Armengoles".
Sus colores oficiales son el dorado y el negro.

### Moros Almohábenos
Esta Comparsa fue creada el 28 de marzo de 1975 por un grupo de jóvenes entusiastas oriolanos con el fin de unirse al esplendor de las fiestas de moros y cristianos.
La Comparsa tuvo que integrarse por votación en la "Agrupación de los Acequianos".
Su escudo, el Pájaro Almohábeno sentado en la luna, fue diseñado por el comparsista Alfonso Ortuño Salar.
Sus colores oficiales son el amarillo, blanco y morado.

### Moros Negros Egipcios
Se fundó en 1977.
Después de la separación de la "Agrupación Cruzados del Pilar", la fila de "Negros Mahoríes" se constituyó en Comparsa y seguidamente intentaron conseguir el mayor número de festeros participantes en los desfiles.
Llegaron a formar dos filas más compuestas por 23 nuevos socios. Ellos mismos diseñaron un traje con las mismas características de los Negros Mahoríes para Egipcios, y de esta forma fue formada la comparsa que ahora se denomina Negros Egipcios.
sus colores oficiales son el blanco, rojo y negro.

## Calendario de Fiestas (2012)

### 15 de julio. Ofrenda Floral
En la tarde del domingo 15 de julio, se realiza la ofrenda de flores a las patronas de estas fiestas, Santas Justa y Rufina por parte de todas las comparsas y cargos festeros.

### 16 de julio. Representación Centro Ocupacional Oriol
En la mañana de este día, los alumnos del centro ocupacional oriol hacen una representación de nuestras fiestas de la reconquista.

### 17 de julio. DCCLXX Aniversario de la Reconquista y Gran Desfile Infantil
A las 0 horas del 17 de julio es expuesta públicamente el estandarte del Oriol para la contemplación de todos los ciudadanos.
El mismo día 17 de julio de cada año, durante la mañana, la bandera es bajada por el balcón del Ayuntamiento con unas cintas de seda para que no se incline ante nadie y es trasladada por el Síndico portador del Estandarte del Oriol, quien va acompañado por la Corporación Municipal (antiguo Cabildo Municipal), un representante del Cabildo Catedral y otras personas, como los máximos representantes del Cuerpo Nacional de Policía, Guardia Civil y Policía Local de Orihuela, portando cada uno cada una de las cintas.
El recorrido en solemne desfile se dirige hasta la Catedral de la Diócesis, donde recoge a las Santas Justa y Rufina para acompañarlas en procesión hasta la Iglesia de las Santas Justa y Rufina. Allí se celebra una misa en conmemoración de la Reconquista de la ciudad, eucaristía en la que se renueva el privilegio de inclinarse ante Dios. Finalizada la Eucaristía vuelve a realizarse un Solemne desfile por la ciudad recorriendo el centro histórico hasta el monumento de La Armengola y de nuevo es trasladada al Ayuntamiento, donde se vuelve a izar hasta que a la media noche vuelve a ser custodiada en la Sala Oriol del Ayuntamiento.
Al llegar al Ayuntamiento, es colocada en el centro del balcón principal de la fachada, donde se mantiene allí todo el día y luego, a la noche, es retirada al interior, donde permanece hasta el año siguiente.
A partir de las nueve y media de la noche se realiza el desfile infantil, dónde los más pequeños recrean los desfile de entrada mora y cristiana

### 18 de julio. Guerrilla de Pólvora y Toma del Castillo
En la noche de esta día, concretamente a partir de las 9,  se realiza por el centro de la ciudad un "desfile" dónde los miembros de cada comparsa, simbolizan la batalla de la reconquista disparando pólvora con unos trabucos al aire.
Después, se realiza el acto de la Toma del castillo, dónde se recrean la conquista de la ciudad por parte de los musulmanes, mediante el pacto de Teodomiro y la Reconquista de la ciudad.

### 19 de julio. Gran Retreta Festera
En este desfile, los festeros se disfrazan y disfrutan de la fiesta.

### 20 de julio. Entrada Cristiana
En este desfile, las 8 comparsas cristianas realizan su entrada por el centro de la ciudad vestidos con sus trajes de gala.

### 21 de julio. Entrada Mora
En este desfile, las 10 comparsas moras realizan su entrada por el centro de la ciudad vestidos con sus trajes de gala, al igual que los cristianos.

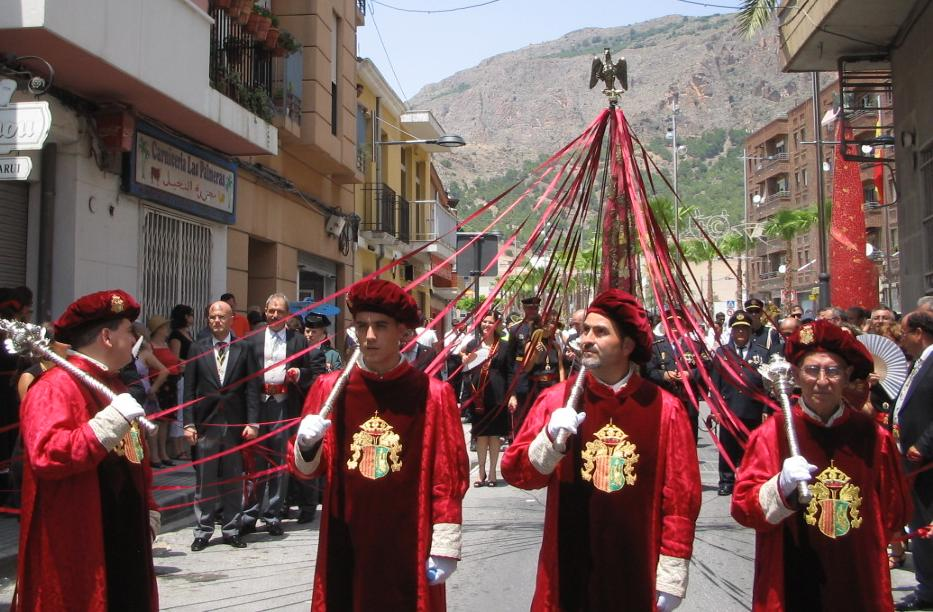
La señera oriolana, escoltada por los maceros (en 1.ª plana).
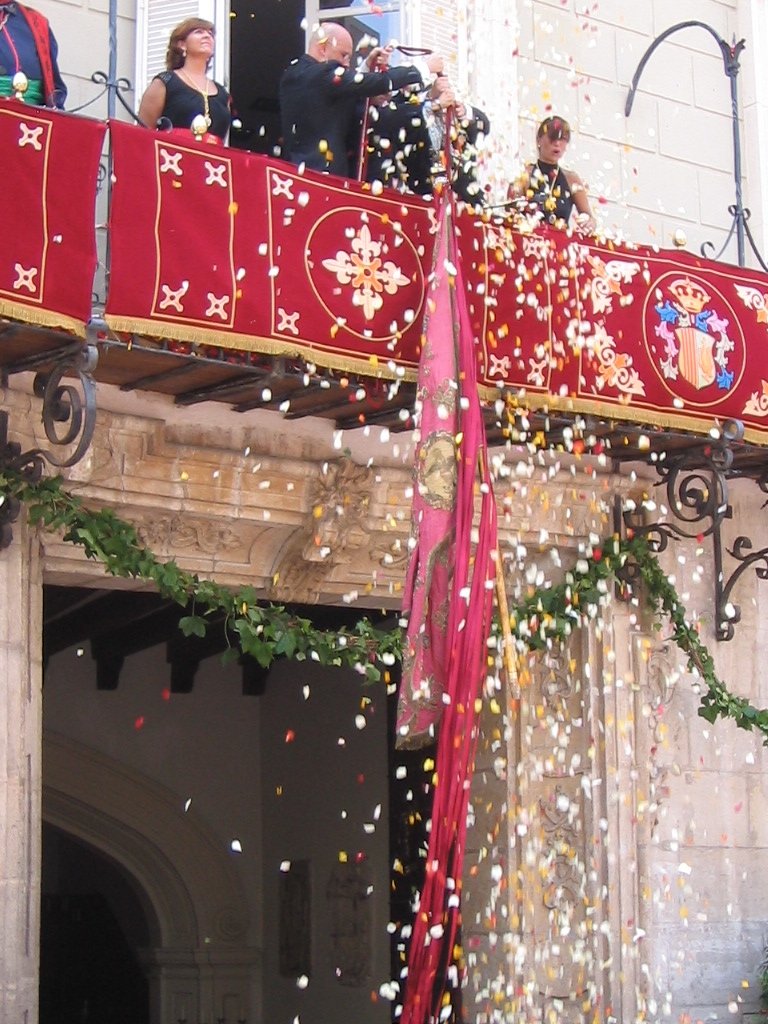
Subida del estandarte por el balcón del ayuntamiento, sin ser inclinada.
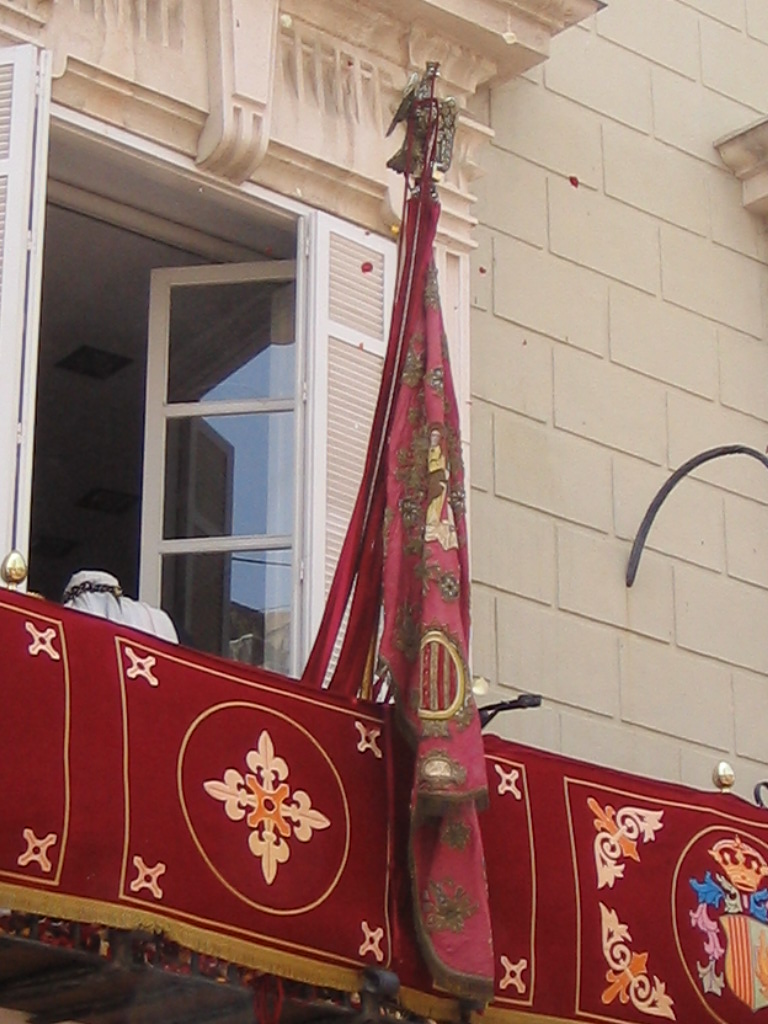
El estandarte, colgado en el balcón del ayuntamiento.

## La Leyenda de la Armengola

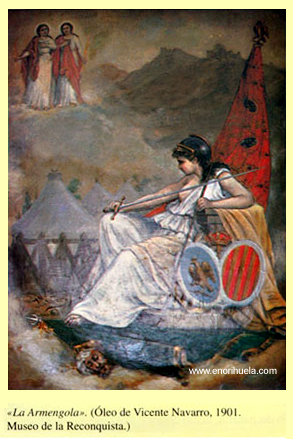
La Armengola, Museo de la Reconquista.

Esta leyenda cuenta como esta mujer reconquistó Orihuela.
Refiere la tradición que el alcaide de Orihuela, Benzaddon, residía en la alcazaba, y no lejos de allí, en el Arrabal Roig (actual barrio del Rabaloche), vivía Pedro Armengol con su esposa e hijas. La mujer era nodriza de los hijos del alcalde, por lo que tenía libre acceso al castillo oriolano. Los mudéjares locales se concentraron con los del reino de Murcia para pasar a cuchillo a los residentes cristianos, y se fijó para ello el 16 de julio. Benzaddón quiso exceptuar a la nodriza y su familia del exterminio contra los cristianos. La mujer de Pedro Armengol quedó traspasada con la confidencia. Decidió salvar a su pueblo con una estratagema ingeniosa. Hizo vestir con las ropas de sus hijas a dos robustos jóvenes, Ruidoms y Juan de Arnúm, y con ellos y su marido se presentó en la alcazaba, los guardias fueron degollados en el mayor sigilo. Era aquel día víspera de la festividad de las Santas Justa y Rufina, muy veneradas por la mozarabía local, mártires hispalenses, que se aparecieron en forma de resplandecientes luceros para posarse sobre la fortaleza, iluminando la refriega sostenida por los cuatro cristianos con los musulmanes del recinto. Armengola, empuñando las armas y luchando ferozmente, hizo prodigios de valor. La torre de homenaje fue coronada con la cruz en su más elevada almena. La muerte del alcaide, la caída del castillo en manos de los cristianos y la noticia de que se acercaba el ejército salvador del rey Don Jaime impidió a los mudéjares poner en práctica su proyectada masacre.
La tradición continua arraigada entre el vecindario de Orihuela, la festividad de la liberación de la ciudad de manos de los musulmanes se conmemora el 17 de julio. En la víspera, se encienden luminarias entre las ruinosas paredes del castillo y, al día siguiente, la Corporación municipal bajo mazas y con el pendón de la ciudad al frente acuden a una solemne y concurridísima función religiosa en la parroquia de Santas Justa y Rufina. Allí el concejo y los demás ciudadanos escuchan cada año del oficiante natal la portentosa hazaña de la valerosa mujer de Pedro Armengol.
Esta leyenda fue adaptada al teatro por el dramaturgo Atanasio Díe Marín y llevada al cine por el director oriolano Pablo Riquelme en el año 2011.

## Medio Año Festero
El Medio Año Festero es una parte de la fiesta que conmemora y que se realiza medio año antes de las fiestas. Se suele realizar el último fin de semana de enero. En él se realizan los siguientes actos:
El sábado por la noche se realiza en el Teatro Circo la entrega de premios a cabos y filas de las fiestas del año anterior y la presentación de los embajadores del presente año.
Al día siguiente, domingo, se realiza un pasacalles ofrecido por las comparsas embajadoras, con la presencia de la armengola, de los embajadores salientes y entrantes y miembros de la asociación de fiestas

## Enlacesexternos
- Página web de estas fiestas
- Página Caballeros del Rey Fernando

- Datos: Q6024337